# Tipula perissopyga
Tipula perissopyga är en tvåvingeart som beskrevs av Alexander 1979. Tipula perissopyga ingår i släktet Tipula och familjen storharkrankar.
Artens utbredningsområde är Ecuador. Inga underarter finns listade i Catalogue of Life.